# 小木海岸

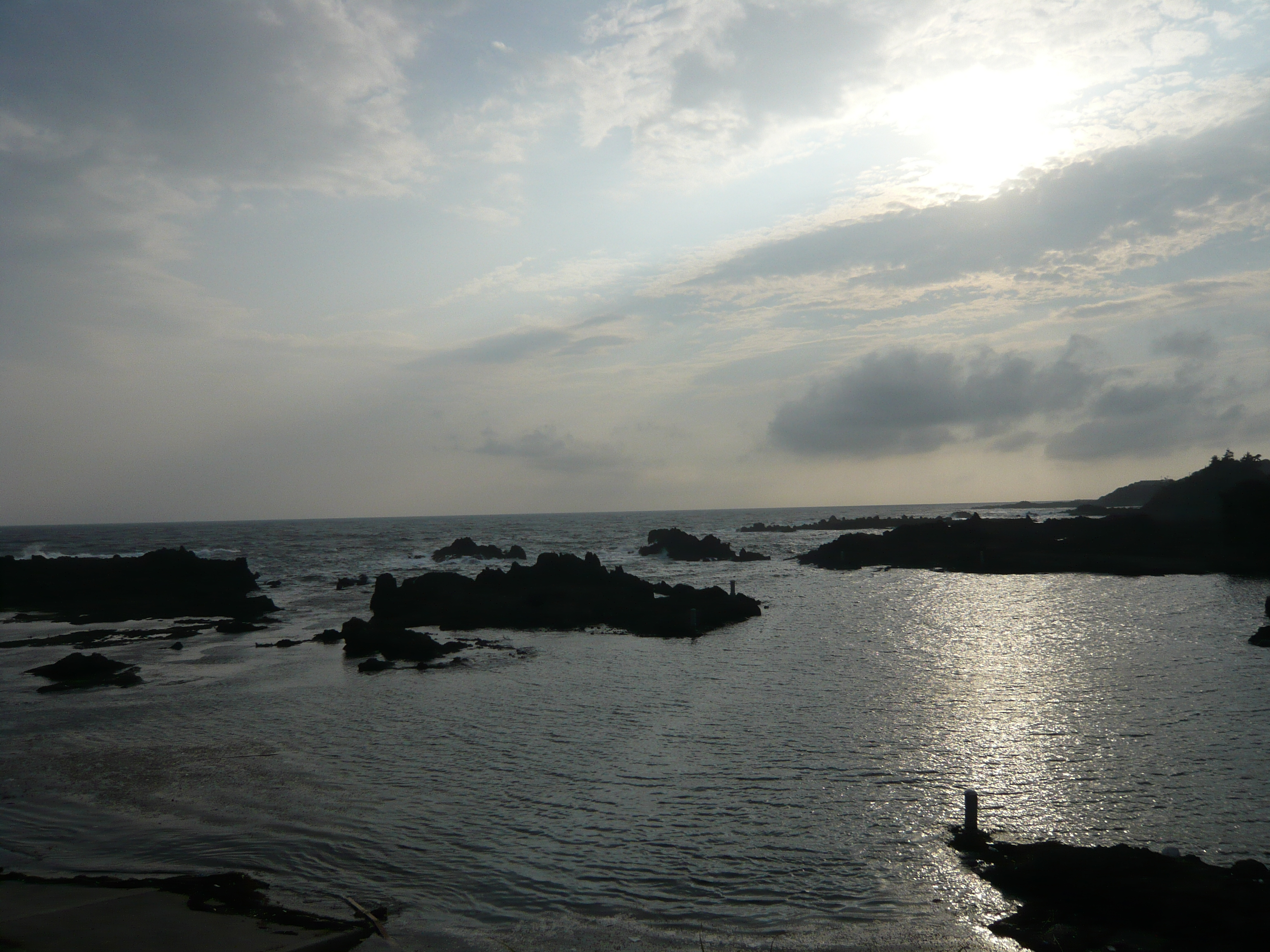
宿根木、小木海岸

小木海岸（おぎかいがん）は、新潟県佐渡市の南西部に位置する海岸景勝地。「佐渡小木海岸」として、国の天然記念物及び名勝に指定されている。海岸線の長さは約8キロメートルで、玄武岩、粗面岩から成る海蝕崖が連続し、岩礁が非常に多く、変化に富んだ景観が連続する。
後述するたらい舟の発祥としても知られる。
2007年、日本の地質百選に選定された（「佐渡小木海岸」）。

## 見所
小木海岸の一番の見所としては、断崖絶壁とそそり立つ奇岩の対比が見事な南仙峡が挙げられる。南仙峡を構成する黒褐色の粗面岩は周辺の緑、海の青にも映え、数多くの文人を魅了してきた。中でも与謝野鉄幹はこの景観を称えた詩を残している。
他の見所としては、老松が生い茂る岩礁とそれに架かる深紅の太鼓橋とのコントラストが見事な矢島経島、弘法大師（空海）が揮毫を振るったとも称される奇岩「左八文字」、自然の洞門である琴浦洞窟、世界でも珍しい枕状溶岩台地の沢崎などがある。
また、船大工たちの拠点であった宿根木の集落（重要伝統的建造物群保存地区選定）もこの小木海岸にある。
竜王洞（琴浦洞窟）は「青の洞窟」とも呼ばれ、2020年のじゃらん「まるで海外絶景ランキング」において国内2位の評価を得ている。

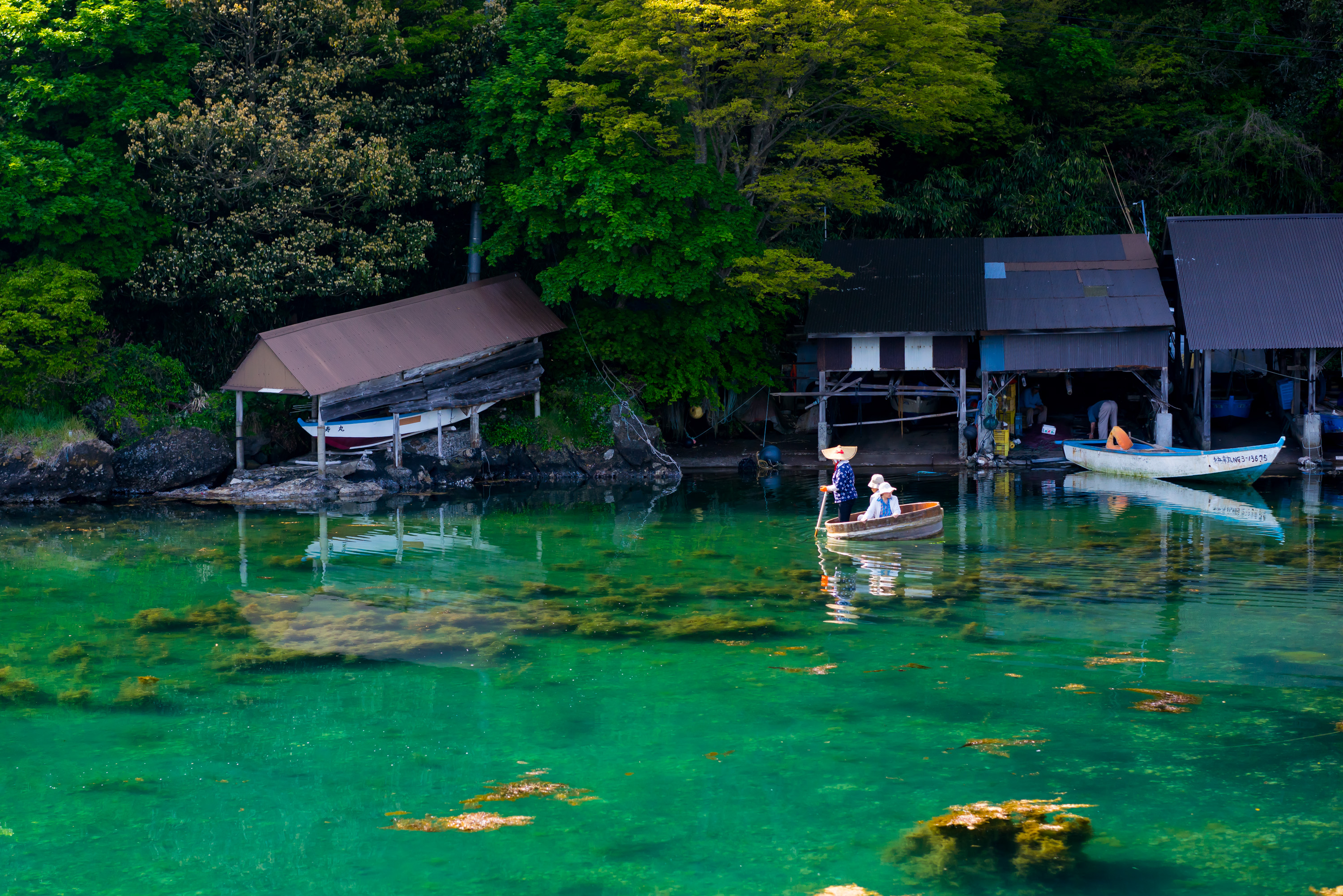
矢島・経島
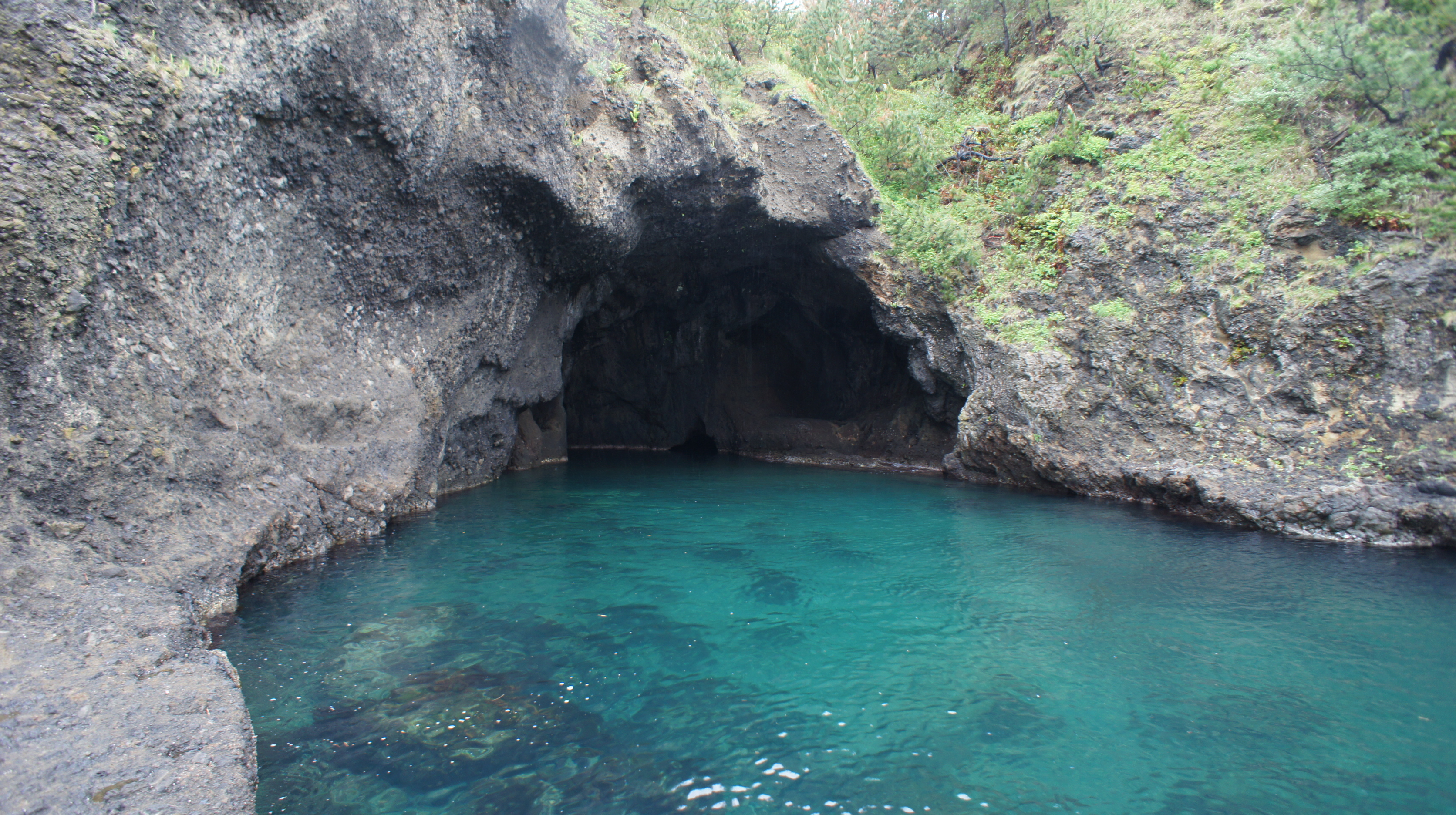
青の洞窟「竜王洞」（琴浦洞窟）
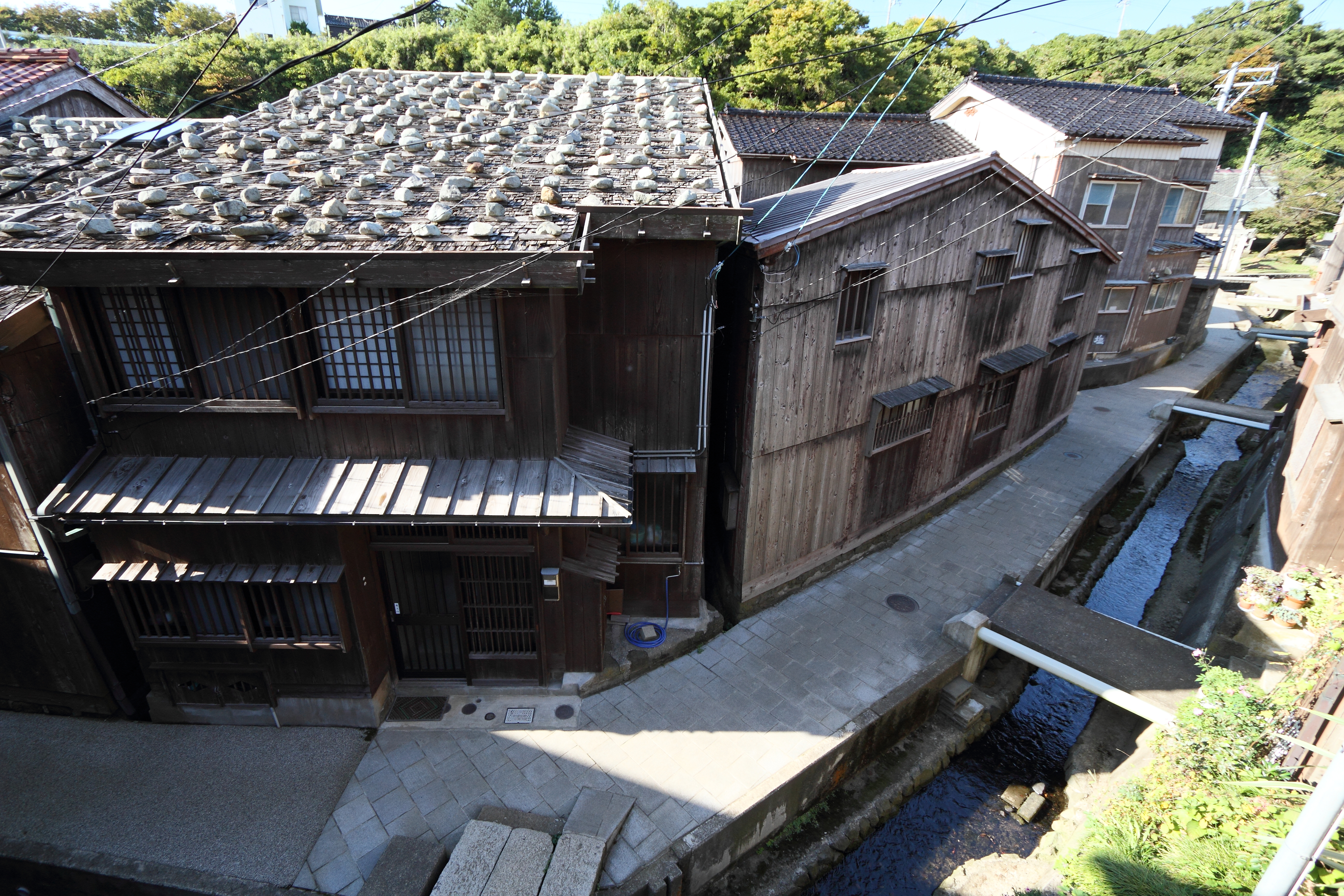
重要伝統的建造物群保存地区「宿根木」

## 小木海岸とたらい舟

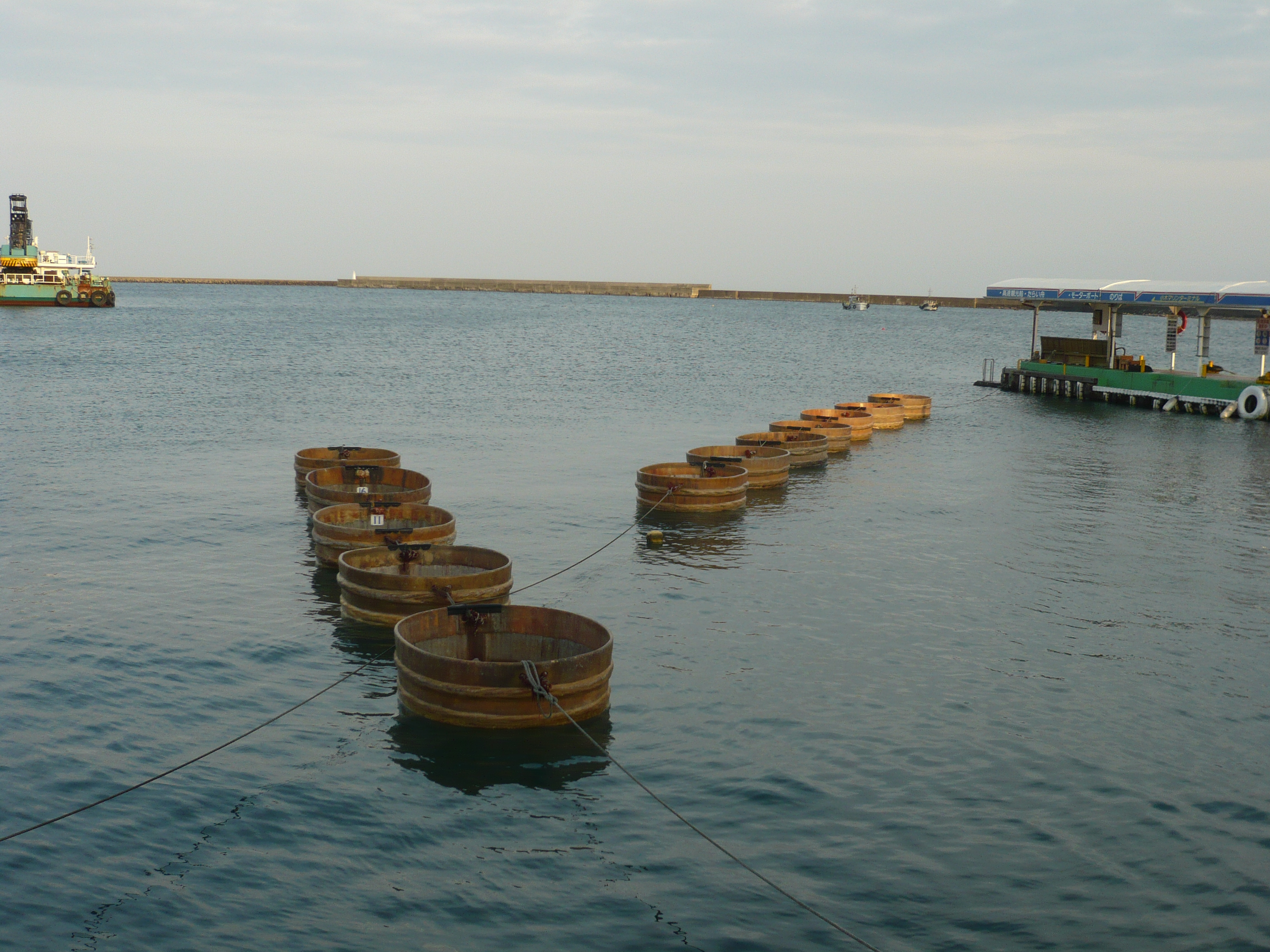
たらい舟

この小木海岸はたらい舟の発祥地としても有名である。このたらい舟は明治初期に味噌樽を半分に切り改造したものである。一帯は岩礁、浅瀬が多いため、普通の舟では漁もままならなく、そのため、小回りが利いて、船底も浅いたらい舟は近海の漁に最適であった。今日でもこのたらい舟を用いてワカメやサザエ、アワビなどを採取する磯ねぎ漁が行われており、脈々と技術が受け継がれている。
また、このたらい舟は観光資源としても活用されており、たらい舟体験は観光客に人気がある。